# Руденко-Десняк Олександр Олексійович
Олександр Олексійович Руденко-Десняк (*6 червня 1936, м. Чернігів, УСРР — †30 серпня 2006, Москва, Росія) — український і російський журналіст, громадський діяч.

## Життєпис
Народився в м. Чернігові у родині видатного українського письменника Олекси Десняка.
Закінчивши факультет журналістики Московського університету, працював у редакціях центральних газет і телебачення.
Головний редактор журналу «Дружба народов». Наприкінці 1980-х років — редактор газет «Український кур'єр», «Український вибір», а з 1993 по 2005 рік очолював Об'єднання українців Росії та Федеральну національно-культурну автономію українців Росії. Почесний голова ОУР і ФНКА УР.
Заступник директора Культурного центру України в Москві, начальник відділу інформації та діаспори КЦУ.

## Основні публікації
- «Пределы видимости». Заметки о документальном телефильме последних лет. М., «Искусство», 1973, 144 стр.
- «Верность герою». Размышления о прозе Михаила Стельмаха. М., «Советский писатель», 1980, 320 стр.
- «Комментарий к счастливой судьбе». О творчестве Нодара Думбадзе. М., «Советский писатель», 1985, 304 стр.
- «Грузинские портреты». Тбилиси, «Мерани», 1989, 196 стр.

Основні переклади:
- М.Хвылевый. «Синие этюды». Предисловие переводчика. М., «Советский писатель», 1990, 494 стр.
- М.Хвылевый. «Синий ноябрь». Послесловие переводчика. М., Изд-во «Известия», 1991, 636 стр.
- В.Винниченко. Из дневников. 1920-й год. Журнал «Дружба народов», № 12, 1989. 161—205 стр.
- В.Винниченко. «Золотые россыпи». Роман. Послесловие переводчика. Минск-Москва, «Полифакт»,1991, 138 стр.

## Нагороди та відзнаки
Самовіддана праця О. О. Руденка-Десняка відзначена державними нагородами Російської Федерації та України.